# Bieg Gwarków

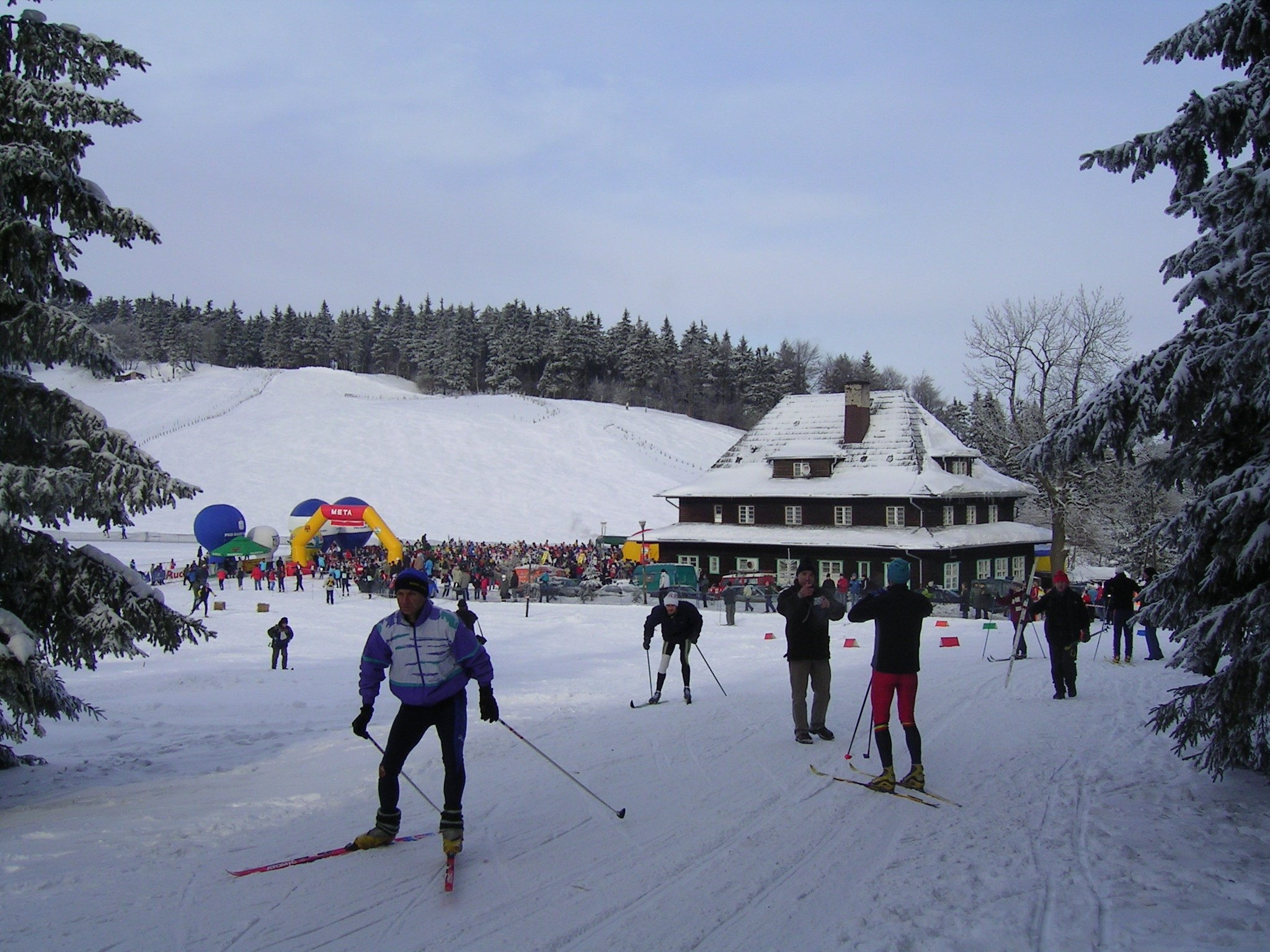
XXVIII Bieg Gwarków - Andrzejówka 2006

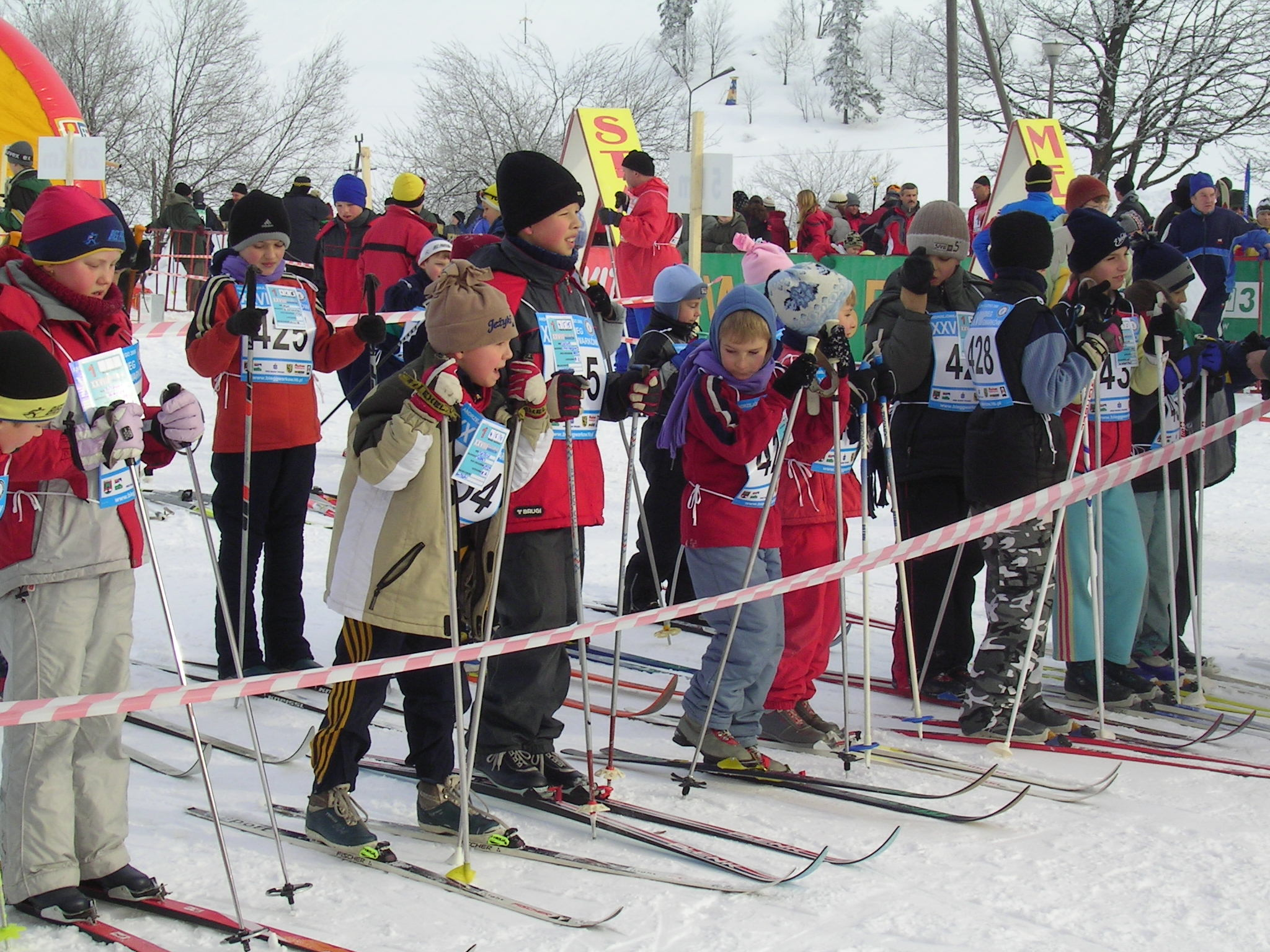
XXVIII Bieg Gwarków - Andrzejówka 2006: Start na 1 km

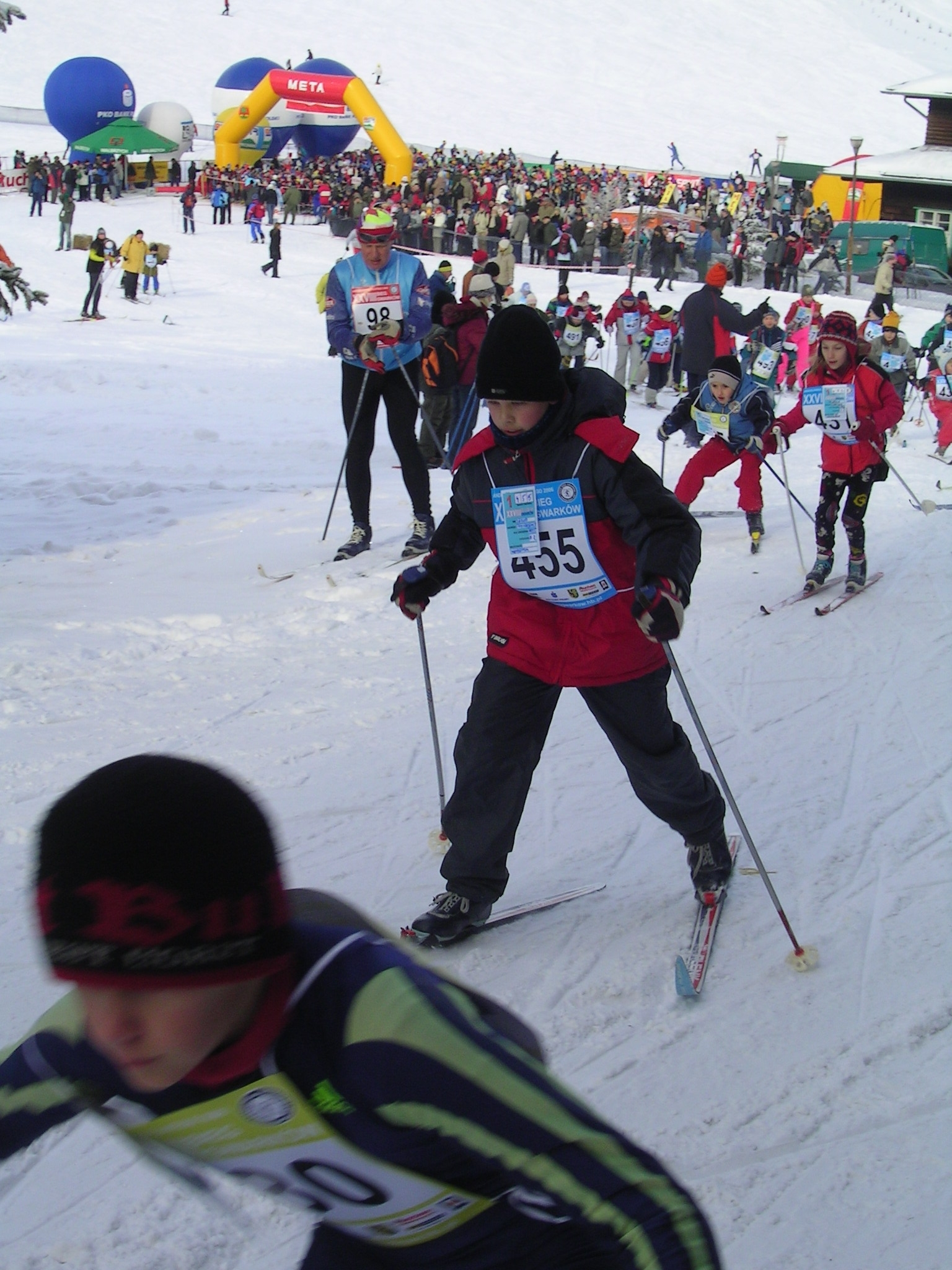
XXVIII Bieg Gwarków - Andrzejówka 2006; na trasie

Bieg Gwarków jest to drugi co do wielkości bieg narciarski w Polsce. Na przestrzeni lat odbywał się w okolicy schroniska "Andrzejówka" w Rybnicy Leśnej nieopodal Wałbrzycha, w Sokołowsku, a w 2017 roku miał miejsce na Przełęczy Jugowskiej w Górach Sowich. Bieg rozgrywany jest w różnych kategoriach wiekowych i na różnych dystansach z czego najdłuższy liczy 25 lub 20 km. Pierwszy Bieg Gwarków zorganizowany został 26 lutego 1978 roku. Dotychczas siedem razy nie udało się rozegrać imprezy.

## Lista zwycięzców od 2005 roku
| Edycja  | Rok  | Mężczyźni           | Kobiety                   | Dystans         | Styl            |
| ------- | ---- | ------------------- | ------------------------- | --------------- | --------------- |
| XXXVIII | 2022 | Radosław Drążczyk   | Joanna Brzeżańska         | min. 10 km      | dowolny         |
| XXXVII  | 2021 | Rafał Byczkowski    | Beata Dziura              | 10,1 km         | dowolny         |
| -       | 2020 | Zawody odwołane     | Zawody odwołane           | Zawody odwołane | Zawody odwołane |
| -       | 2019 | Zawody odwołane     | Zawody odwołane           | Zawody odwołane | Zawody odwołane |
| -       | 2018 | Zawody odwołane     | Zawody odwołane           | Zawody odwołane | Zawody odwołane |
| XXXVI   | 2017 | Daniel Iwanowski    | Nikol Benešová            | 20 km           | klasyczny       |
| -       | 2016 | Zawody odwołane     | Zawody odwołane           | Zawody odwołane | Zawody odwołane |
| XXXV    | 2015 | Bogusław Gracz      | Jolana Benešová           | 20 km           | klasyczny       |
| XXXV    | 2015 | Daniel Iwanowski    | Natalia Grzebisz          | 20 km           | dowolny         |
| -       | 2014 | Zawody odwołane     | Zawody odwołane           | Zawody odwołane | Zawody odwołane |
| XXXIV   | 2013 | Bogusław Gracz      | Natalia Globisz           | 20 km           | klasyczny       |
| XXXIV   | 2013 | Krzysztof Pływaczyk | Jitka Pešinová            | 20 km           | dowolny         |
| XXXIII  | 2012 | Pavel Brýdl         | Jolana Benešová           | 20 km           | klasyczny       |
| XXXIII  | 2012 | Radosław Szwade     | Jitka Pešinová            | 20 km           | dowolny         |
| XXXII   | 2011 | Maciej Kreczmer     | Edyta Olcoń               | 20 km           | klasyczny       |
| XXXII   | 2011 | Mariusz Michałek    | Maja Włoszczowska         | 20 km           | dowolny         |
| XXXI    | 2010 | Sebastian Witek     | Alena Jindřišková         | 20 km           |                 |
| XXX     | 2009 | Radosław Szwade     | Dorota Dziadkowiec-Michoń | 20 km           |                 |
| -       | 2008 | Zawody odwołane     | Zawody odwołane           | Zawody odwołane | Zawody odwołane |
| XXIX    | 2007 | Pavel Brýdl         | Dorota Dziadkowiec-Michoń | 25 km           |                 |
| XXVIII  | 2006 | Tomasz Kałużny      | Agnieszka Grzybek         | 20 km           |                 |
| XXVII   | 2005 | Tomasz Kałużny      | Marzena Sobierajska       | 25 km           |                 |